# Лисицын, Александр Петрович
Александр Петрович Лисицын (3 июля 1923, Шатилово, Тульская губерния — 11 февраля 2020, Москва) — советский и российский учёный-геолог, специалист в области морской седиментологии, доктор геолого-минералогических наук, академик РАН (1994). Заведующий лабораторией физико-геологических исследований Института океанологии РАН. Сын академика ВАСХНИЛ Петра Ивановича Лисицына. Дядя академика РАН Андрея Борисовича Лисицына.

## Биография
Родился 3 июля 1923 года на Шатиловской селекционной станции в Орловской области.
Участник Великой Отечественной войны: был штурманом авиации дальнего действия на северо-западном фронте. По заданию Комитета обороны участвовал в перегоне самолетов с заводов СССР на фронт, из США по трассе Аляска – Сибирь (АлСиб), в 1944-1945 годах – в бомбардировках глубоко за линией фронта.
В 1950 году окончил Московский геолого-разведочный институт по специальности «инженер-геолог по поискам и разведке полезных ископаемых».
С 1949 года работал в Институте океанологии АН СССР
В 1953 году защитил диссертацию на степень кандидата геолого-минералогических наук, в 1966 году — защитил докторскую диссертацию.
В 1974 году избран членом-корреспондентом АН СССР, присвоено звание профессора. 31 марта 1994 года был избран академиком Российской академии наук.
Лидер ведущей научной школы по океанскому осадкообразованию, им подготовлено 11 докторов наук, более 30 кандидатов наук.
Член редколлегии журнала «Океанология».
Скончался 11 февраля 2020 года. Похоронен в Москве на Кузьминском кладбище.
В 2021 г. честь А.П. Лисицына было названо заложенное на стапеле научно-исследовательское судно проекта 123, которое планируется спустить на воду к 2024 г.

## Награды и премии
- 1944 — медаль «За отвагу»
- 1945 — Орден Красной Звезды
- 1961 — Орден «Знак Почёта»
- 1971 — Государственная премия СССР
- 1975 — Орден Трудового Красного Знамени
- 1977 — Государственная премия СССР
- 1983 — Орден Дружбы народов
- 1985 — Орден Отечественной войны II степени
- 1968 — Международная медаль имени Фрэнсиса Шепарда «Excellence in Marine Geology»[9]
- 1998 — Орден Почёта
- 2008 — премия Триумф-Наука[10]
- 2009 — Орден «За заслуги перед Отечеством» IV степени[11]
- 2012 — Премия Правительства РФ[12].

## Членство в организациях
- Национальный комитет геологов России
- Литологический комитет РАН
- Совет Европейского консорциума по научно-исследовательским ледоколам (European Counsil of Resaerch Icebreaker).
- Международные конференции (Школы) по морской геологии, председатель оргкомитета (c 1974).
- Научный комитет по проблемам Мирового океана.